# Estación de Argentine
Argentine (en español: Argentina) es una estación de la línea 1 del metro de París, situada en el límite de los distritos XVI y XVII, al noroeste de la ciudad.

## Historia
Esta estación se abrió el 1 de septiembre de 1900 con el nombre de Obligado, algo más tarde que la apertura del primer tramo de la línea 1, antes de esa fecha los trenes pasaban sin efectuar parada.
La Batalla de la Vuelta de Obligado, a la que debían el nombre antiguamente la calle y la estación, fue una batalla ocurrida en 1845 en el río Paraná entre las fuerzas de la Confederación Argentina, al mando del General Lucio Norberto Mansilla, y la escuadra anglo-francesa, en el que ésta obtuvo una victoria pírrica. La calle, cuyo nombre mantuvo la estación hasta 1948, había sido nombrada Obligado por Napoleón III para honrar a Mansilla (quien había emigrado a Francia luego de la Batalla de Caseros) y sus hombres, por el coraje mostrado en la feroz defensa ante una fuerza invasora, muy superior en medios y poder de fuego, en la batalla mencionada (en la cual el propio Mansilla fue herido de gravedad al encabezar la carga a cuchillo y bayoneta calada contra las fuerzas de desembarco luego de haber agotado su munición).
El cambio de nombre se produjo el 25 de mayo de 1948 y evoca una relación de amistad entre las dos naciones.
La República Argentina ayudó mucho a Francia tras la Segunda Guerra Mundial, durante la cual los sistemas de cultivo y cría de ganado y el sistema de transporte quedaron devastados. Grandes buques con cereales y carne llegaron desde Argentina para alimentar a la población que luchaba para que la tierra volviera a ser productiva. Como muestra de aprecio hacia esa generosidad el gobierno francés cambió en 1948 el nombre de la calle Obligado por el de Argentine con el consecuente cambio de nombre de la estación de metro.

## Descripción
Se compone de dos vías y de dos andenes laterales que inicialmente medían 75 metros y que posteriormente fueron prolongado usando una cripta hasta los 90 metros, permitiendo así usar trenes con más coches de viajeros.
En el año 2010, la estación fue renovada y despojada de los revestimientos metálicos que forraban parcialmente la bóveda recuperando su diseño original. La renovación retiró varias vitrinas, y paneles con imágenes representativas de Argentina, muestras artesanales y un busto de José de San Martín, figura clave en la lucha contra el colonialismo español, que falleció en Francia en 1850.
Su iluminación ha sido modernizada empleando el modelo vagues (olas) con estructuras casi adheridas a la bóveda que sobrevuelan ambos andenes proyectando la luz en varias direcciones.
La señalización, por su parte, usa la novedosa tipografía Parisienne LED donde el nombre de la estación aparece en letras blancas sobre un panel metálico de color azul.
Como todas las estaciones de la línea 1 dispone de puertas de andén.

## Accesos
La estación que se ubica a unos 400 metros al noroeste del Arco de Triunfo posee dos accesos:
- Av. de la Grande-Armée, 36 (pares)
- Av. de la Grande-Armée, 37 (impares)